# Parafia św. Michała Archanioła w Torzymiu
Parafia św. Michała Archanioła – parafia prawosławna w Torzymiu, w dekanacie Zielona Góra diecezji wrocławsko-szczecińskiej.
Na terenie parafii funkcjonuje 1 cerkiew:
- cerkiew św. Michała Archanioła w Torzymiu – parafialna

## Historia
Parafia powstała w 1948. Początkowo nabożeństwa były odprawiane w prywatnym mieszkaniu w Łagowie. Po kilku latach siedzibę parafii przeniesiono do Torzymia, gdzie już wcześniej (1948) przyznano prawosławnym dawną kaplicę cmentarną z XIX wieku. Obiekt przystosowano do potrzeb liturgii prawosławnej. W 1982 do cerkwi dobudowano przedsionek, a w 1994 świątynię gruntownie wyremontowano.
W 2013 parafia liczyła około 60 wiernych.

## Wykaz proboszczów
- 1948–1953 – ks. Stefan Biegun
- ks. Mikołaj Poleszczuk
- ks. Jan Lewiarz
- ks. Mikołaj Poleszczuk
- ks. Michał Żuk
- ks. ihumen Aleksy (Jaroszuk)
- ks. Piotr Marczak
- 1995–2006 – ks. Antoni Habura
- 2006–2012 – ks. Dariusz Ciołka
- od 2013 – ks. Michał Koval

W 1975 r. proboszczem parafii był o. archimandryta Eulogiusz (Horbowiec).